# Koninkrijk Montenegro

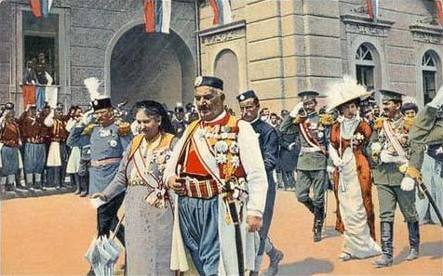
Proclamatie van het koninkrijk Montenegro 28 augustus 1910 in de hoofdstad Cetinje

Het Koninkrijk Montenegro (Servisch: Краљевина Црна Гора, Kraljevina Crna Gora) was een monarchie in Zuidoost-Europa tijdens de tumultueuze jaren op het Balkanschiereiland in de aanloop naar en tijdens de Eerste Wereldoorlog. Wettelijk gezien was het een constitutionele monarchie, maar in de praktijk was het een absolute monarchie. Op 26 november 1918 werd Montenegro opgenomen in het koninkrijk der Serviërs, Kroaten en Slovenen na de annexatie van het land door het koninkrijk Servië.

## Geschiedenis
Het koninkrijk Montenegro werd op 28 augustus 1910 uitgeroepen door Nicolaas I in Cetinje en volgde hiermee het voormalige vorstendom Montenegro op.
Na de Balkanoorlogen (1912–1913) breidde Montenegro zich uit door samen met het koninkrijk Servië de Sandžak te verdelen op 30 mei 1913. 
Echter verloor het land ook terrein doordat de pas veroverde stad Skadar moest overgegeven worden aan de nieuwe staat Albanië op aandringen van de grootmachten. Dit gebeurde ondanks dat er 10.000 Montenegrijnen sneuvelden bij het veroveren van de stad tegen de Ottomaanse troepen van Essad Pasha.
Tijdens de Eerste Wereldoorlog (1914–1918) was Montenegro bondgenoot van de geallieerden. Van 15 januari 1916 tot oktober 1918 werd het land bezet door zijn vijand Oostenrijk-Hongarije.
Op 20 juli werd het Verdrag van Korfoe ondertekend dat betekende dat Montenegro een unie zou vormen met het koninkrijk Servië. Deze unie werd officieel op 26 november 1918. Dit ging niet geheel vlekkeloos en de volgelingen van de inmiddels onttroonde koning Nicolaas voerden nog jarenlang een guerrillastrijd.

## Koningen van Montenegro
|  | Naam       | Periode                             |
|  | ---------- | ----------------------------------- |
|  | Nicolaas I | 28 augustus 1910 - 26 november 1918 |